# Leif Eriksson

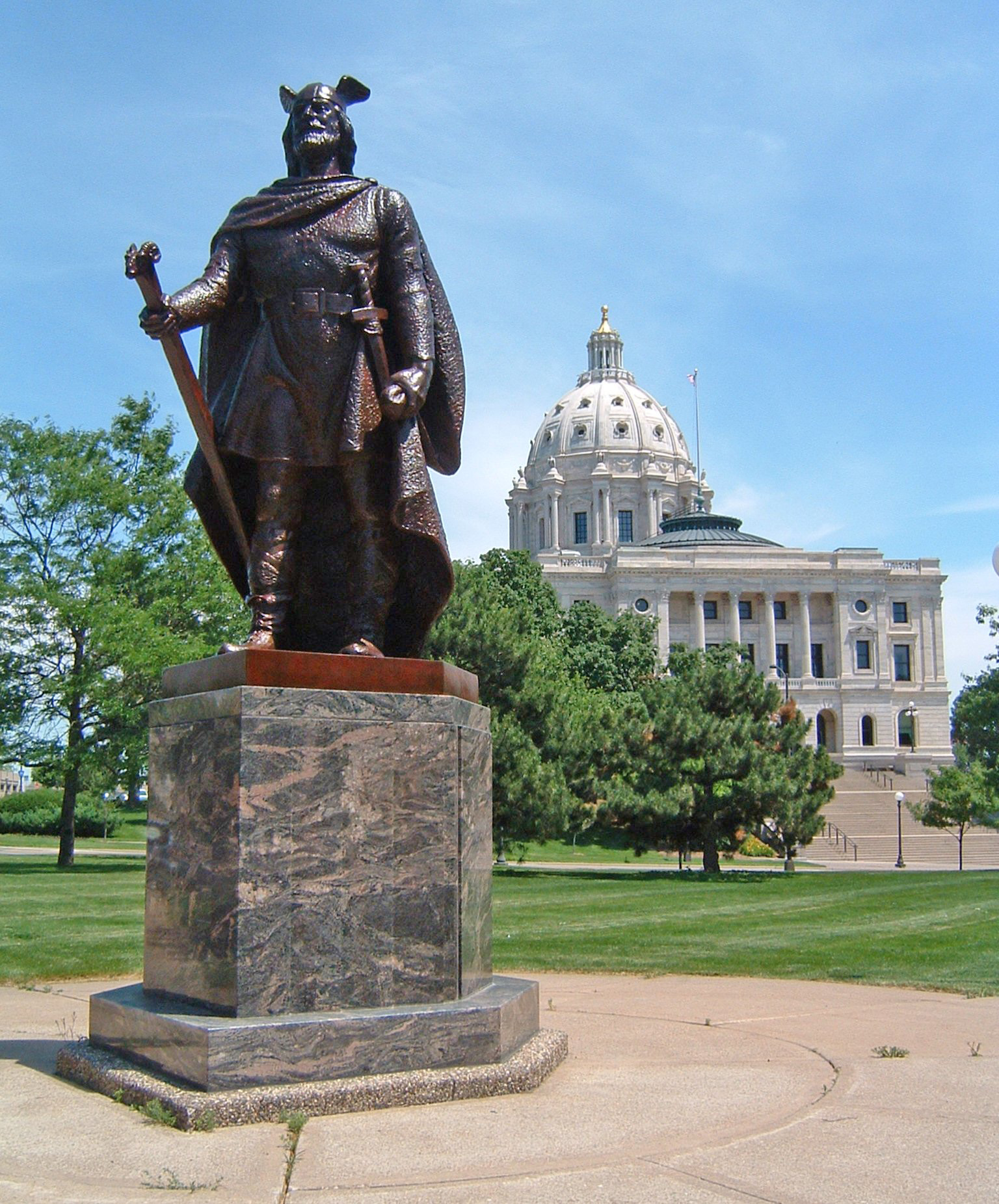
Een standbeeld van Leif Eriksson

Leif Eriksson (Oudnoords: Leifr Eiríksson; c. 970 - c. 1020) was een IJslandse ontdekkingsreiziger die wordt beschouwd als de eerste Europeaan die, bijna 500 jaar eerder dan Christoffel Columbus, voet zette op Noord-Amerikaanse grond (met uitzondering van Groenland). Volgens de Saga's van de IJslanders stichtte hij een nederzetting in Vinland, dat mogelijk kan geïdentificeerd worden met L'Anse aux Meadows op het noordelijkste punt van het Canadese eiland Newfoundland.
Aangenomen wordt dat Leif omstreeks 970 in IJsland werd geboren en de zoon was van Erik Thorvaldsson, bekend als Erik de Rode (Oudnoords: Eiríkr hinn rauði). Erik de Rode was een Noorse ontdekkingsreiziger van Vestlandet, een vogelvrij persoon en zelf de zoon van een vogelvrije, Thorvald Asvaldsson. Leifs moeder was Thjodhild (Þjóðhildur). Erik de Rode stichtte twee Noorse kolonies op Groenland, de Westelijke Nederzetting en de Oostelijke Nederzetting, zoals hij ze noemde. In zowel De Saga van Erik de Rode als Het Boek der Landname wordt gezegd dat Leifs vader en moeder elkaar ontmoetten op IJsland en dat ze daar trouwden. De precieze geboorteplaats van Leif is niet bekend.
Leif Eriksson had twee broers, Þorvald en Þorsteinn, en een halfzus, Freydís. Hij trouwde met een vrouw genaamd Þórgunna, en ze hadden een zoon, Þorkéll Leifsson.

## Het verkennen van het gebied ten westen van Groenland
Tijdens een verblijf in Noorwegen werd Leif bekeerd tot het christendom, zoals veel Noren in die tijd, in opdracht van de koning van Noorwegen, Olaf I. Toen hij terugkeerde naar Groenland kocht hij de boot van Bjarni Herjólfsson en ging met 35 mannen het land verkennen dat Bjarni had gezien ten westen van Groenland, dat waarschijnlijk de kust van Canada was.
De Saga van de Groenlanders vertelt dat Leif vertrok in het jaar 1002 of 1003 om Bjarni's route te volgen met 35 bemanningsleden, maar dan naar het noorden.
Het eerste land waar hij naartoe ging, was bedekt met platte stenen (Oudnoords hella). Daarom noemde hij het Helluland ("Land van de Platte Stenen"). Dit was waarschijnlijk Baffineiland. Daarna kwam hij aan in een land dat vlak en bebost was, met witte zandstranden. Hij noemde dit Markland ("Hout-land"), dat waarschijnlijk Labrador is.

## Nederzetting in Vinland
Leif en zijn bemanning verlieten Markland en vonden opnieuw land, dat ze Vinland noemden. Ze zetten voet aan wal en bouwden een kleine nederzetting die ze Leifsbuðir noemden, dit betekent Leifs opslaghuizen, wat suggereert dat de nederzetting tijdelijk was. Ze vonden het gebied aangenaam omdat er wilde bessen waren en veel zalm in de rivier. Het klimaat was zacht, met weinig vorst in de winter en groen gras heel het jaar door. Ze bleven in de regio in de winter en keerden in de lente met een lading hout naar Groenland terug.
Op de terugreis redde Leif een IJslandse schipbreukeling die Þórir heette – een gebeurtenis waaraan Leif de bijnaam Leif de Gelukkige (Oudnoords: Leifur hinn heppni) verdiende omdat hij Þórirs lading mocht houden.
In de jaren 1950 en 1960 werd door ontdekkingsreiziger Helge Ingstad en zijn vrouw, archeologe Anne Stine Ingstad, onderzoek gedaan waarbij ze een Vikingnederzetting identificeerden. Deze was gelegen nabij de plaats L'Anse aux Meadows, nabij de noordelijkste punt van Newfoundland, waarvan ze meenden dat die Leifsbúdir was. 

## Terugkeer naar Groenland
Na zijn reizen werd Leif teruggestuurd naar Groenland om het christendom te verspreiden, met de hulp van een priester en een leraar. Op Groenland verbleef Leif in Brattahlíð met zijn vader Erik. Toen hij de bijnaam "Leif de Gelukkige" hoorde, vond Erik deze dubbelzinnig want toen Leif de schipbreukeling redde, bracht hij ook een priester naar Groenland.

## Leif Erikssondag
In 1964 werd 9 oktober uitgeroepen tot "Leif Erikssondag". Die datum werd gekozen, niet vanwege een gebeurtenis die verband houdt met hem, maar omwille van de associatie met de eerste georganiseerde immigratie vanuit Noorwegen naar de Verenigde Staten (op 9 oktober 1825 kwam het schip Restauration, van Stavanger, Noorwegen aan in New York Harbor). De dag is ook een officiële gedenkdag in verschillende staten van de VS.